# Murrayona phanolepis
Murrayona phanolepis is een sponssoort in de taxonomische indeling van de kalksponzen (Calcarea). De spons leeft in de zee en zijn steencel bestaat uit calciumcarbonaat.
De spons behoort tot het geslacht Murrayona en behoort tot de familie Murrayonidae. De wetenschappelijke naam van de soort werd voor het eerst geldig gepubliceerd in 1910 door Kirkpatrick.